# Tripofóbia
A tripofóbia fogalmát 2005-ben alkották meg a görög trypo (lyukasztás, fúrt lyuk) és a phobia szavak összevonásából. Emberek ezrei állítják, hogy rettegnek az olyan tárgyaktól, melyen apró lyukak találhatóak, mint például a méhkaptárok, hangyabolyok vagy akár a frissen hullott hó, melyet vízcseppek által mart lyukak tarkítanak vagy homokba bele esett vízcseppek is lehetnek.  Arnold Wilkins és Geoff Cole - akik az elsők közt vizsgálták ezt a fóbiát - azt állítják, hogy a szervezet által kiváltott reakció biológiai undoron alapul, nem pedig tanult, kulturális félelmen.